# Mother Nature Cambodia
Mother Nature Cambodia est une organisation non gouvernementale (qui n'est plus officiellement reconnue en tant que telle par le gouvernement cambodgien qui a dissous l'association,), regroupant des militants écologistes cambodgien qui se sont donné pour mission de « mettre fin à la destruction systématique du patrimoine naturel du Cambodge », destruction qui selon eux « se fait généralement sous la façade du « développement » et de la « croissance économique », mais en fin de compte n'est rien d'autre qu'un moyen d'enrichir l'élite dictatoriale du pays ».

## Missions
Alors que le gouvernement cambodgien et son ministère de l'Économie et des Finances commencent à planifier, avec l'aide d'un institut chinois pour le développement un « second Shenzhen » au Cambodge, tout en prévoyant de convertir toute la province de Preah Sihanouk en une « zone économique spéciale polyvalente modèle » qui serait le prochain hub logistique et de villégiature et le centre d'innovation de l'Asie du Sud-Est, « Mother Nature Cambodia » veut faire valoir la valeur et le caractère irremplaçable de l'environnement et de la biodiversité du pays, notamment là où elle a été bien conservée jusqu'à nos jours.

## Histoire, activités
En 2013, Mother Nature Cambodia est fondée par le militant espagnol Alejandro Gonzalez-Davidson 
En 2014, l'association mène campagne contre un projet de barrage hydroélectrique dans la vallée d'Areng et réussit à le stopper.
En 2015, le Roi Norodom Sihamoni signe en aout une loi sur les associations et les organisations non gouvernementales (Loi LANGO). Selon divers observateur, dont Front Line Defenders, cette loi limite fortement la possibilité pour des groupes locaux de défense des droits humains à opérer, en permettant notamment au gouvernement d'arbitrairement clore ou interdire les partenariats d'associations avec les ONG internationales.

### Affaire du trafic de sable de silice
Alors que le sable de silice (nécessaire pour fabriquer le verre et produire du silicium) devient une ressource naturelle en raréfaction sur la planète, Mother Nature dénonce la corruption, le trafic et des fraudes systématique dans le secteur cambodgien de l'extraction et l'exportation de sable (sable de silice, en particulier), ainsi que les dégâts écologiques et le manque à gagner pour la population qui en découlent.
En 2017, après avoir relevé d'importantes différences entre les déclarations d'export de sable par les entreprises extractives du Cambodge et les imports déclarés par les pays récepteurs, l'ONG met à jour ce qui semble être un important trafic de sable illégalement exporté vers Taïwan, Singapour et l'Inde, ces exportations illégales étant en outre « systématiques ». Ainsi, selon les douanes cambodgiennes, de 2010 à fin 2016, le Royaume a livré 28 900 tonnes de sable (d'une valeur de 275 605 $) à Taïwan, mais les douanes taïwanaises ont elles enregistré 1,67 million de t de sable cambodgien (35,9 millions $), dont 1,5 million de tonnes était du sable de silice (pour une valeur évaluée dans ce cas à 32 millions de dollars).

En 2016, des écarts encore plus importants avaient été découverts concernant l'exportation de sable vers Singapour (qui a acheté pour environ 700 millions de dollars de sable cambodgien de 2007 à 2015), contre zéro selon les registres des douanes cambodgiennes.
Le 11 septembre (2017), Mother Nature Cambodge affiche sur sa page Facebook une vidéo appuyée sur ces incohérences comptables et dénonçant un possible important scandale de contrebande de sable vers d'autres pays. Selon l'ONG Front Line Defenders, trois jours plus tard (le 14 septembre 2017), cette vidéo a déjà été vue plus d'un million de fois). Cette révélation au grand public semble avoir dans un premier temps forcé le ministère cambodgien des Mines et de l'Énergie (MME) à interdire les exports de sable de la Province de Kaoh Kong (ou Koh Kong), mais le sable de silice (le plus précieux) a ensuite été exempté de cette interdiction. Selon l'ONG ce trafic « semble se produire avec la complicité du gouvernement. Il [le sable] ne serait pas transporté en vrac sans que quelqu'un ne fournisse des documents », et « Ceci va au-delà de la seule question environnementale et écologique ; il s'agit de fraude et d'évasion fiscale. C'est un crime économique ».
Deux jeunes militants (Doem Kundy et Hun Vannak) sont arrêtés le 13 septembre 2012, car soupçonné d'avoir filmé (en pleine mer, devant le littoral du district de Kiri Sakor) deux navires vraquiers transportant a priori du sable dans le cadre d'activités extractive possiblement illégales (ces navires, arrimés près de la commune de Prek Khsach appartiendraient à LYP Group, un conglomérat industriel propriété du Sénateur Ly Yong Phat du Parti populaire au pouvoir ; et ils auraient été filmés à environ 4 kilomètres d'une zone économique spéciale appartenant également au magnat et sénateur Ly Yong Phat) ; les deux militants sont inculpés d'« incitation à commettre un délit » et d'enregistrement non autorisé d'une personne dans « un lieu privé », risquant jusqu'à deux ans de prison pour incitation, et un an de prison et une amende pour enregistrement non autorisé.

Mi-novembre 2017, 20 organisations demandé la libération des deux militants de Mother Nature, Doem Kundy et Hun Vannak, qui ne seront libérés que Le 13 février 2018 au terme de leur peine, après plus de deux mois de détention provisoire, enfermés dans de mauvaises conditions et sans date de procès prévue, en se voyant même refuser une mise en liberté sous caution malgré des critiques internationales accusant le gouvernement d'acharnement judiciaire et d'arrestation et détention arbitraires.

### Lutte contre la déforestation et le braconnage
Mother Nature Cambodia proteste aussi régulièrement contre la déforestation et le braconnage au Cambodge

### Appel à sauver l'île de Koh Kong
En 2019, L'ONG lance, en juillet, une campagne « Sauvez l'île de Koh Kong ».
Cette campagne concerne la plus grande des îles encore recouverte de jungle dans le pays : l'île de Koh Kong (aussi dénommée Koh Kong Krau), encore remarquablement préservée. Elle demande aux autorités du pays d'officiellement classer l'île en aire naturelle protégée, et qu'elle reste conservée dans son état actuel, pour les générations futures.
La campagne a été motivée par le fait que sur cette île, contrôlée par les forces armées royales cambodgiennes (qui y disposent de deux petites bases navales), le gouvernement a récemment fait construite une route de 6,3 km, par des engins lourds. Cette route part de la base militaire située au nord de l'île, et se dirige vers le sud ; sa construction pourrait se poursuivie sur toute la longueur (20 km) de l'île, ce qui l'exposerait tout l'écosystème aux effets négatifs de la fragmentation forestière, mais aussi de l'industrie forestière, du braconnage et de la spéculation foncière, comme cela a été observé ailleurs au Cambodge, dont dans d'autres îles au large de Sihanoukville.
À la fin de 2015, l'ONG s'est procuré des documents montrant qu'un groupe d'entreprises avait déjà sollicité des concessions sur l'île (dont LYP Group, qualifié de puissant et de voyou par l'ONG), pour y construire une hôtellerie haut de gamme et divers lieux de divertissement (casino y compris). La concession a été refusée en 2015, mais l'ONG craint une prochaine privatisation d'une partie de l'île pour de ultra-riches, au détriment de la population, comme cela est arrivé non loin de là, sur les littoraux des districts de Botum Sakor et Kiri Sakor, peu à peu privatisés depuis 2008 environ, dans un manque total de transparence, et au mépris total des droits des communautés locales, de même que dans le parc national de Botum Sakor.
Non loin de l'île, le littoral autrefois vierge du pays abrite le très controversé Union Development Group, mais aussi de grandes concessions données au groupe LYP, déplore l'ONG.
Selon Mother Nature Cambodia, seul l'écotourisme devrait être toléré ou encouragé dans cette île, et le gouvernement devrait créer « un mécanisme clair pour protéger sa forêt ».

## Harcèlement et rétorsions gouvernementales
Selon l'ONG, le Cambodge glisse depuis des années vers la dictature, au détriment de la liberté d'expression, mais aussi de l'environnement.
Ces accusations, peu appréciées par le gouvernement, de même que le plaidoyer pro-environnement et diverses critiques faites par l'ONG à l'encontre de certaines entités économiques et institutions, semblent à l'origine de mesures de rétorsion et d'un acharnement judiciaire visant l'ONG Mother Nature Cambodia (et d'autres) : 
- La reconnaissance officielle du statut d'ONG de l'association a été révoqué par le ministère de l'Intérieur en 2017[13].
- Gonzalez-Davidson a été expulsé du pays, et en 2015 il a été condamné par contumace à 20 mois de prison[14]
- En 2015, Vein Vorn a été arrêté le 7 octobre, et emprisonné car s'étant opposé à un projet de barrage hydroélectrique dans la vallée d'Areng. Au même moment, trois autres membres de Mother Nature Cambodge (Try Sovikea, Sun Mala et Sim Samnang) étaient enfermés pour avoir appelé le gouvernement à stopper une entreprise vietnamienne de dragage de sable qui polluait l'environnement dans la province de Kaoh Kong. Ils seront libérés de mars à juillet 2016, mais après avoir été condamnés à une peine avec sursis note l'ONG Front Line Defenders ;
- Bien que Gonzalez-Davidson ait lui-même été disculpé et acquitté en aout 2019[15], en 2019, plusieurs autres militants, cambodgiens, de l'association ont été condamnés et emprisonnés[4] ;
- Début 2020, Hun Vannak crée le groupe de jeunes Khmer Thavarak, plaidant contre les injustices sociales et les atteintes à l'environnement. Hun Vannak (qui avait déjà été emprisonné pour avoir filmé des éléments de preuves d'un trafic de sable), est ré-arrêté et emprisonné le 13 août 2020, accusé d'« incitation à commettre un crime ». La cour d'appel de Phnom Penh rejette sa demande de mise en liberté sous caution, de même que celle de Chhoeurn Daravy, emprisonné pour les mêmes raisons : avoir (pacifiquement) manifesté à Phnom Penh devant le tribunal municipal pour exiger la libération de Rong Chhun (autre défenseur des droits humains récemment arrêté), et en filmant les violences policières qui ont mis fin à la manifestation. La cour d'appel de Phnom Penh a aussi refusé le 18 mai 2021 la liberté sous caution à sept défenseur/euses des droits humains, dont cinq membres de Khmer Thavrak et deux membres de la Khmer Student Intelligent League Association[10].
- En septembre 2020, trois militants (Thun Ratha, Phuon Keoraksmey et Long Kunthea) sont arrêtés pour avoir annoncé dans les médias sociaux qu'ils prévoyaient de montrer en direct la « marche d'une femme » (Long Kunthea) jusqu'à la résidence du Premier ministre Hun Sen, visant à sensibiliser le public sur le comblement des zones humides de Tamok à Phnom Penh (où un le lac Boeung Tamok, de 3 236 hectares, avait été déclaré domanial et protégé, par un décret du Premier ministre Hun Sen signé le 3 février 2016). Huit mois après avoir été arrêtés, les 3 militants sont, en mai 2021, condamnés à la prison pour 18 à 20 mois pour « incitation à commettre un acte criminel ou à troubler l'ordre social » [16] ;
- Début 2021, une jeune militante de Mère Nature Cambodia est emprisonnée pour « incitation » à une manifestation d'une femme contre le remplissage d'un lac à Phnom Penh[13] ;
- En juin 2021, trois autres militants (Sun Ratha, Yim Leanghy et Ly Chandaravuth) sont arrêtés et inculpés, pour divers « crimes » dont insulte au roi (pour les deux premières) et conspiration pour les trois (ce qui est dans ce pays puni de prison, jusqu'à 10 ans d'emprisonnement)[17]. Les autorités leur reproche d'avoir filmé et documenté le déversement d'eaux usées toxiques dans le Mékong[17]. Ces arrestations ont rapidement été critiquées par divers groupes internationaux de défense des droits humains, ainsi que par les ambassades des États-Unis et de Suède[13],[18],[19],[20].

Front Line Defenders condamne fermement l'inculpation des défenseurs des droits humains Hun Vannak et Doem Kundy, car cela semble uniquement motivé par leur travail légitime et pacifique en faveur des droits humains au Cambodge, et appelle les autorités du pays à infirmer leur verdict et à immédiatement libérer les défenseurs.